# 老龜妖
老龜妖，是台灣民間傳說中棲息在碧潭裡的妖怪。

## 簡述
據說老龜妖已經在湖裡活了數百年，龜甲的長度甚至超過五尺（約一點五公尺）。牠會攻擊在湖裡游泳的人，使許多人因此溺斃。在1899年就有一位國語學校的學生和兩位當地的砲兵受其攻擊而亡。